# Bellator 62
 Bellator LXII  foi um evento de artes marciais mistas organizado pelo Bellator Fighting Championships, ocorrido em 23 de março de 2012 no Laredo Energy Arena em Laredo, Texas.

## Background
O evento contou com as quartas de final do Torneio de Leves da Sexta Temporada.
Eric Prindle e Thiago Santos se enfrentariam em uma revanche pela Final do Torneio de Pesados da Quinta Temporada nesse card, após ser transferido do Bellator 61. Santos, no entanto, falhou para bater o peso e a luta foi cancelada, e Prindle foi premiado como vencedor do torneio. A luta entre Cosmo Alexandre e Oscar de la Parra foi cancelada.